# Ecnomus katangae
Ecnomus katangae är en nattsländeart som beskrevs av Jacquemart 1961. Ecnomus katangae ingår i släktet Ecnomus och familjen trattnattsländor. Inga underarter finns listade i Catalogue of Life.